# Col de Peyresourde
De Col de Peyresourde is een bergpas in de Pyreneeën op de grens tussen de deelgebieden Haute-Garonne en Hautes-Pyrénées in Frankrijk. De col is 1.569 meter hoog.

## Ronde van Frankrijk
De Col de Peyresourde kwam in 1910 voor het eerst in de Tour de France, de etappe werd gewonnen door Octave Lapize.

### Eerste boven vanaf 1947
| Jaar | Als eerste boven     | Categorie | Finishplaats                      |
| ---- | -------------------- | --------- | --------------------------------- |
| 1947 | Jean Robic           | 1         | Pau                               |
| 1948 | Jean Robic           | 2         | Toulouse                          |
| 1949 | Jean Robic           | 2         | Bagnères-de-Luchon                |
| 1951 | Fausto Coppi         | 2         | Bagnères-de-Luchon                |
| 1952 | Antonio Gelabert     | 2         | Bagnères-de-Luchon                |
| 1953 | Jean Robic           | 2         | Bagnères-de-Luchon                |
| 1954 | Federico Bahamontes  | 2         | Bagnères-de-Luchon                |
| 1955 | Charly Gaul          | 2         | Saint-Gaudens                     |
| 1956 | Jean-Pierre Schmitz  | 2         | Bagnères-de-Luchon                |
| 1958 | Fédérico Bahamontes  | 2         | Bagnères-de-Luchon                |
| 1959 | Valentin Huot        | HC        | Saint-Gaudens                     |
| 1960 | Kurt Gimmi           | 1         | Bagnères-de-Luchon                |
| 1961 | Imerio Massignan     | 2         | Pau                               |
| 1962 | Fédérico Bahamontes  | 2         | Saint-Gaudens                     |
| 1963 | Fédérico Bahamontes  | 2         | Bagnères-de-Luchon                |
| 1964 | Julio Jiménez        | 2         | Pau                               |
| 1969 | Joaquim Galera       | 2         | Mourenx                           |
| 1970 | Raymond Delisle      | 2         | La Mongie                         |
| 1971 | Lucien Van Impe      | 2         | Gourette-Eaux-Bonnes              |
| 1972 | Lucien van Impe      | 2         | Bagnères-de-Luchon                |
| 1974 | Vicente López Carril | 2         | Saint-Lary-Soulan                 |
| 1976 | Luis Ocaña           | 2         | Saint-Lary-Soulan                 |
| 1979 | Bernard Hinault      | 1         | Pau                               |
| 1980 | Raymond Martin       | 1         | Bagnères-de-Luchon                |
| 1981 | Bernard Hinault      | 1         | Saint-Lary-Soulan                 |
| 1983 | Robert Millar        | 1         | Bagnères-de-Luchon                |
| 1986 | Bernard Hinault      | 1         | Superbagnères                     |
| 1988 | Steven Rooks         | 1         | Luz-Ardiden                       |
| 1989 | Robert Millar        | 1         | Superbagnères                     |
| 1993 | Claudio Chiappucci   | 1         | Saint-Lary-Soulan                 |
| 1994 | Roberto Torres       | 1         | Luz-Ardiden                       |
| 1995 | Richard Virenque     | 1         | Cauterets-Crêtes du Lys           |
| 1998 | Rodolfo Massi        | 1         | Bagnères-de-Luchon                |
| 1999 | Alberto Elli         | 1         | Piau-Engaly                       |
| 2001 | Laurent Jalabert     | 1         | Saint-Lary Soulan                 |
| 2003 | Gilberto Simoni      | 1         | Loudenvielle                      |
| 2005 | Laurent Brochard     | 1         | Saint-Lary Soulan                 |
| 2006 | David de la Fuente   | 1         | Val d'Aran-Pla-de-Beret           |
| 2007 | Aleksandr Vinokoerov | 1         | Loudenvielle                      |
| 2008 | Sebastian Lang       | 1         | Bagnères-de-Bigorre               |
| 2010 | Sylwester Szmyd      | 1         | Bagnères-Pau                      |
| 2012 | Thomas Voeckler      | 1         | Bagnères-de-Luchon                |
| 2013 | Thomas De Gendt      | 1         | Bagnères-de-Bigorre               |
| 2014 | Vasil Kiryjenka      | 1         | Saint-Lary-Soulan (Pla d'Adet)    |
| 2016 | Chris Froome         | 1         | Bagneres de Luchon                |
| 2017 | Mikel Nieve          | 1         | Peyragudes                        |
| 2019 | Tim Wellens          | 1         | Bagnères-de-Bigorre               |
| 2020 | Nans Peters          | 1         | Loudenvielle                      |
| 2021 | Anthony Turgis       | 1         | Saint-Lary-Soulan (Col de Portet) |
| 2024 | David Gaudu          | 1         | Plateau de Beille                 |
| 2025 | Thymen Arensman      | 1         | Luchon Superbagnères              |